# Lauterbourg
Lauterbourg (en alsacià Lüterburi) és un municipi francès, situat a la regió del Gran Est, al departament del Baix Rin. L'any 1999 tenia 2.269 habitants.
Forma part del cantó de Wissembourg, del districte de Haguenau-Wissembourg i de la Comunitat de comunes de la Plana del Rin

## Demografia
| 1962  | 1968  | 1975  | 1982  | 1990  | 1999  |
| ----- | ----- | ----- | ----- | ----- | ----- |
| 1.795 | 2.261 | 2.442 | 2.467 | 2.372 | 2.269 |

## Administració
| Període | Identitat          | Partit |
| ------- | ------------------ | ------ |
| 2001-   | Jean-Michel Fetsch |        |

## Personatges il·lustres
- Matthieu Frédéric Blasius, músic del s. XVIII.
- Pierre Joseph Étienne Finck (1797-1870), matemàtic.